# Wii商店频道
Wii商店频道（英語：Wii Shop Channel）是电子游戏机Wii的在线商店，用户可在此下载Virtual Console游戏、WiiWare游戏以及附加频道。下载多需要耗费Wii点数。频道于Wii 2006年11月19日首发时建立。可用软件现组织为三个部分：Virtual Console、WiiWare和Wii频道。而Wii U主机能通过Wii模式进入Wii商店频道，下载大多WiiWare作品，以及大部分发行于Wii Virtual Console的老作品。
虽然频道已於2019年1月31日關閉，但对于购买过Virtual Console、WiiWare和Wii频道的Wii，Wii商店频道仍然继续为其运作，不过用户只能下载已经购买过的Virtual Console、WiiWare和Wii频道。
Wii商店频道目前由任天堂eShop继任。